# 毛冠亮鳞杜鹃
毛冠亮鳞杜鹃（学名：Rhododendron heliolepis var. oporinum）为杜鹃花科杜鹃花属下的一个变种。

## 扩展阅读
- 維基物種上的相關：毛冠亮鳞杜鹃